# Эмиратская корона
Эмиратская корона — 63-этажная башня в Дубае, ОАЭ. Башня имеет общую высоту 296 метров (971 фут). Строительство башни было начато в 2005 году, было открыто для посещений в ноябре 2007, и было завершено в феврале 2008 года. После строительства, здание стало по высоте 6-м в Дубае и 45-м по высоте в мире.